# Düsseldorfer Turn- und Sportverein Fortuna 1895 2016-2017
Questa voce raccoglie le informazioni riguardanti il Düsseldorfer Turn- und Sportverein Fortuna 1895 nelle competizioni ufficiali della stagione calcistica 2016-2017.

## Stagione
Nella stagione 2016-2017 il Fortuna Düsseldorf, allenato da Friedhelm Funkel, concluse il campionato di 2. Bundesliga al 11º posto. In Coppa di Germania il Fortuna Düsseldorf fu eliminato al secondo turno dal Hannover 96.

## Rosa
| N. |                        | Ruolo | Calciatore         |
| -- | ---------------------- | ----- | ------------------ |
| 1  | Germania (bandiera)    | P     | Michael Rensing    |
| 19 | Germania (bandiera)    | P     | Lars Unnerstall    |
| 25 | Stati Uniti (bandiera) | P     | Justin Vom Steeg   |
| 38 | Germania (bandiera)    | P     | Tim Wiesner        |
| 6  | Germania (bandiera)    | D     | Kevin Akpoguma     |
| 5  | Turchia (bandiera)     | D     | Kaan Ayhan         |
| 32 | Germania (bandiera)    | D     | Robin Bormuth      |
| 18 | Germania (bandiera)    | D     | Gökhan Gül         |
| 36 | Germania (bandiera)    | D     | Anderson Lucoqui   |
| 39 | Germania (bandiera)    | D     | Alexander Madlung  |
| 4  | Germania (bandiera)    | D     | Julian Schauerte   |
| 15 | Germania (bandiera)    | D     | Lukas Schmitz      |
| 11 | Germania (bandiera)    | C     | Axel Bellinghausen |
| 13 | Germania (bandiera)    | C     | Adam Bodzek        |
| 27 | Germania (bandiera)    | C     | Taylan Duman       |

| N. |                           | Ruolo | Calciatore         |
| -- | ------------------------- | ----- | ------------------ |
| 30 | Germania (bandiera)       | C     | Arianit Ferati     |
| 7  | Germania (bandiera)       | C     | Oliver Fink        |
| 21 | Austria (bandiera)        | C     | Christian Gartner  |
| 3  | Germania (bandiera)       | C     | Andre Hoffmann     |
| 24 | Giappone (bandiera)       | C     | Justin Kinjo       |
| 31 | Germania (bandiera)       | C     | Marcel Sobottka    |
| 37 | Togo (bandiera)           | A     | Ihlas Bebou        |
| 28 | Germania (bandiera)       | A     | Rouwen Hennings    |
| 20 | Germania (bandiera)       | A     | Emmanuel Iyoha     |
| 8  | Stati Uniti (bandiera)    | A     | Jerome Kiesewetter |
| 35 | Croazia (bandiera)        | A     | Karlo Majić        |
| 10 | Germania (bandiera)       | A     | Marlon Ritter      |
| 33 | Costa d'Avorio (bandiera) | A     | Didier Ya Konan    |
| 9  | Germania (bandiera)       | A     | Özkan Yıldırım     |

## Organigramma societario
Area tecnica
- Allenatore: Friedhelm Funkel
- Allenatore in seconda: Peter Hermann
- Preparatore dei portieri: Claus Reitmaier
- Preparatori atletici: Carsten Fiedler, Thomas Gucek, Marcel Verstappen

## Risultati

### 2. Bundesliga

#### Girone di andata
| Arbitro: | Perl |

|                      |           |                              |
| Vollmann 5’ Karl 12’ | Marcatori | 30’ Bodzek 89’ (aut.) Gordon |

| Arbitro: | Cortus |

|                  |           |  |
| Bebou 53’ (rig.) | Marcatori |  |

| Kaiserslautern 29 agosto 2016, ore 20:15 CEST 3ª giornata | Kaiserslautern | 0 – 0 referto | Fortuna Düsseldorf | Fritz-Walter-Stadion (20 278 spett.)\| Arbitro: \| Siebert \| |
| Arbitro:                                                  | Siebert        |               |                    |                                                               |

| Arbitro: | Kampka |

|          |           |           |
| Fink 78’ | Marcatori | 23’ Narey |

| Arbitro: | Osmers |

|                                 |           |  |
| Kleindienst 70’ Schnatterer 76’ | Marcatori |  |

| Arbitro: | Badstübner |

|                                            |           |  |
| Sobottka 3’ Hennings 14’ Bellinghausen 68’ | Marcatori |  |

| Arbitro: | Jablonski |

|                         |           |                 |
| Kumbela 30’ Reichel 33’ | Marcatori | 78’ Kiesewetter |

| Arbitro: | Steinhaus |

|              |           |             |
| Hennings 37’ | Marcatori | 47’ Kamberi |

| Arbitro: | Koslowski |

|                   |           |                                           |
| Liendl 81’ (rig.) | Marcatori | 6’ Hennings 25’ (rig.) Bebou 36’ Sobottka |

| Arbitro: | Dietz |

|                                                       |           |  |
| Bellinghausen 20’ Hennings 32’ (rig.), 73’ Ferati 67’ | Marcatori |  |

| Arbitro: | Alt |

|  |           |           |
|  | Marcatori | 56’ Bebou |

| Arbitro: | Schröder |

|  |           |                             |
|  | Marcatori | 1’ Hauptmann 26’, 50’ Gogia |

| Arbitro: | Siebert |

|  |           |                    |
|  | Marcatori | 36’ (aut.) Buballa |

| Arbitro: | Kempter |

|                       |           |                        |
| Bebou 52’ Bormuth 67’ | Marcatori | 17’ Karaman 61’ Felipe |

| Würzburg 4 dicembre 2016, ore 13:30 CET 15ª giornata | Kickers Würzburg | 0 – 0 referto | Fortuna Düsseldorf | flyeralarm Arena (10 207 spett.)\| Arbitro: \| Heft \| |
| Arbitro:                                             | Heft             |               |                    |                                                        |

| Arbitro: | Rohde |

|  |           |                           |
|  | Marcatori | 6’ Burgstaller 66’ Matavž |

| Aue 16 dicembre 2016, ore 18:30 CET 17ª giornata | Erzgebirge Aue | 0 – 0 referto | Fortuna Düsseldorf | Sparkassen-Erzgebirgsstadion (7 050 spett.)\| Arbitro: \| Petersen \| |
| Arbitro:                                         | Petersen       |               |                    |                                                                       |

#### Girone di ritorno
| Arbitro: | Koslowski |

|  |           |                                  |
|  | Marcatori | 14’ Höler 75’ Pledl 86’ Knipping |

| Arbitro: | Zwayer |

|                       |           |  |
| Terodde 13’ Green 20’ | Marcatori |  |

| Arbitro: | Schlager |

|              |           |             |
| Sobottka 59’ | Marcatori | 53’ Glatzel |

| Arbitro: | Alt |

|          |           |  |
| Žulj 41’ | Marcatori |  |

| Düsseldorf 25 febbraio 2017, ore 13:00 CET 22ª giornata | Fortuna Düsseldorf | 0 – 0 referto | Heidenheim | Merkur Spiel-Arena (20 178 spett.)\| Arbitro: \| Günsch \| |
| Arbitro:                                                | Günsch             |               |            |                                                            |

| Arbitro: | Petersen |

|           |           |                               |
| Mlapa 43’ | Marcatori | 48’ Hennings 90’ (rig.) Bebou |

| Arbitro: | Fritz |

|             |           |                         |
| Bormuth 37’ | Marcatori | 60’ Nyman 89’ Hernández |

| Arbitro: | Heft |

|  |           |                                       |
|  | Marcatori | 26’, 89’ Hennings 29’ (aut.) Figueras |

| Arbitro: | Gräfe |

|  |           |            |
|  | Marcatori | 55’ Aigner |

| Arbitro: | Gerach |

|                            |           |           |
| Börner 11’ Klos 84’ (rig.) | Marcatori | 40’ Ayhan |

| Arbitro: | Steinhaus |

|                                  |           |                         |
| Kreilach 80’ (aut.) Yildirim 90’ | Marcatori | 15’ Hosiner 54’ Redondo |

| Arbitro: | Günsch |

|              |           |             |
| Kutschke 77’ | Marcatori | 17’ Gartner |

| Arbitro: | Kempkes |

|              |           |                                          |
| Hoffmann 72’ | Marcatori | 78’ Ziereis 83’ Buchtmann 90’ Bouhaddouz |

| Arbitro: | Aytekin |

|             |           |  |
| Füllkrug 8’ | Marcatori |  |

| Arbitro: | Siewer |

|               |           |           |
| Schauerte 90’ | Marcatori | 85’ Fröde |

| Arbitro: | Rohde |

|                        |           |                                                |
| Sabiri 13’ Möhwald 75’ | Marcatori | 27’ Kiesewetter 70’ Hennings 88’ (aut.) Sabiri |

| Arbitro: | Osmers |

|             |           |  |
| Gartner 39’ | Marcatori |  |

### Coppa di Germania
| Arbitro: | Willenborg |

|  |           |                             |
|  | Marcatori | 21’, 57’ Sobottka 62’ Bebou |

| Arbitro: | Cortus |

|                                                    |           |              |
| Sobiech 5’ Klaus 7’, 34’ Harnik 15’, 16’ Maier 53’ | Marcatori | 20’ Akpoguma |

## Statistiche

### Statistiche di squadra
| Competizione      | Punti | In casa | In casa | In casa | In casa | In casa | In casa | In trasferta | In trasferta | In trasferta | In trasferta | In trasferta | In trasferta | Totale | Totale | Totale | Totale | Totale | Totale | DR |
| Competizione      | Punti | G       | V       | N       | P       | Gf      | Gs      | G            | V            | N            | P            | Gf           | Gs           | G      | V      | N      | P      | Gf     | Gs     | DR |
| ----------------- | ----- | ------- | ------- | ------- | ------- | ------- | ------- | ------------ | ------------ | ------------ | ------------ | ------------ | ------------ | ------ | ------ | ------ | ------ | ------ | ------ | -- |
| 2. Bundesliga     | 42    | 17      | 4       | 7       | 6       | 19      | 22      | 17           | 6            | 5            | 6            | 18           | 17           | 34     | 10     | 12     | 12     | 37     | 39     | -2 |
| Coppa di Germania | -     | 0       | 0       | 0       | 0       | 0       | 0       | 2            | 1            | 0            | 1            | 4            | 6            | 2      | 1      | 0      | 1      | 4      | 6      | -2 |
| Totale            | -     | 17      | 4       | 7       | 6       | 19      | 22      | 19           | 7            | 5            | 7            | 22           | 23           | 36     | 11     | 12     | 13     | 41     | 45     | -4 |

### Andamento in campionato
| Giornata  | 1 | 2 | 3 | 4 | 5  | 6 | 7 | 8 | 9 | 10 | 11 | 12 | 13 | 14 | 15 | 16 | 17 | 18 | 19 | 20 | 21 | 22 | 23 | 24 | 25 | 26 | 27 | 28 | 29 | 30 | 31 | 32 | 33 | 34 |
| --------- | - | - | - | - | -- | - | - | - | - | -- | -- | -- | -- | -- | -- | -- | -- | -- | -- | -- | -- | -- | -- | -- | -- | -- | -- | -- | -- | -- | -- | -- | -- | -- |
| Luogo     | T | C | T | C | T  | C | T | C | T | C  | T  | C  | T  | C  | T  | C  | T  | C  | T  | C  | T  | C  | T  | C  | T  | C  | T  | C  | T  | C  | T  | C  | T  | C  |
| Risultato | N | V | N | N | P  | V | P | N | V | V  | V  | P  | V  | N  | N  | P  | N  | P  | P  | N  | P  | N  | V  | P  | V  | P  | P  | N  | N  | P  | P  | N  | V  | V  |
| Posizione | 7 | 3 | 7 | 8 | 12 | 8 | 8 | 9 | 7 | 7  | 5  | 7  | 5  | 6  | 6  | 7  | 8  | 9  | 10 | 10 | 12 | 12 | 9  | 10 | 8  | 10 | 10 | 10 | 11 | 12 | 14 | 13 | 12 | 11 |

Legenda:

Luogo: C = Casa; T = Trasferta. Risultato: V = Vittoria; N = Pareggio; P = Sconfitta.

### Statistiche dei giocatori
| Giocatore        | 2. Bundesliga | 2. Bundesliga | 2. Bundesliga | 2. Bundesliga | Coppa di Germania | Coppa di Germania | Coppa di Germania | Coppa di Germania | Totale   | Totale | Totale      | Totale     |
| Giocatore        | Presenze      | Reti          | Ammonizioni   | Espulsioni    | Presenze          | Reti              | Ammonizioni       | Espulsioni        | Presenze | Reti   | Ammonizioni | Espulsioni |
| ---------------- | ------------- | ------------- | ------------- | ------------- | ----------------- | ----------------- | ----------------- | ----------------- | -------- | ------ | ----------- | ---------- |
| M. Rensing       | 34            | 0             | 0             | 0             | 2                 | 0                 | 0                 | 0                 | 36       | 0      | 0           | 0          |
| L. Unnerstall    | -             | -             | -             | -             | -                 | -                 | -                 | -                 | -        | -      | -           | -          |
| J. Steeg         | -             | -             | -             | -             | -                 | -                 | -                 | -                 | -        | -      | -           | -          |
| T. Wiesner       | -             | -             | -             | -             | -                 | -                 | -                 | -                 | -        | -      | -           | -          |
| K. Akpoguma      | 28            | 0             | 7             | 1             | 2                 | 1                 | 1                 | 0                 | 30       | 1      | 8           | 1          |
| K. Ayhan         | 23            | 1             | 9             | 1             | 1                 | 0                 | 0                 | 0                 | 24       | 1      | 9           | 1          |
| R. Bormuth       | 21            | 2             | 4             | 0             | 1                 | 0                 | 0                 | 0                 | 22       | 2      | 4           | 0          |
| G. Gül           | 1             | 0             | 0             | 0             | -                 | -                 | -                 | -                 | 1        | 0      | 0           | 0          |
| A. Lucoqui       | 3             | 0             | 0             | 0             | -                 | -                 | -                 | -                 | 3        | 0      | 0           | 0          |
| A. Madlung       | 15            | 0             | 7             | 0             | 2                 | 0                 | 0                 | 0                 | 17       | 0      | 7           | 0          |
| J. Schauerte     | 30            | 1             | 2             | 0             | 2                 | 0                 | 1                 | 0                 | 32       | 1      | 3           | 0          |
| L. Schmitz       | 32            | 0             | 5             | 0             | 2                 | 0                 | 0                 | 1                 | 34       | 0      | 5           | 1          |
| A. Bellinghausen | 24            | 2             | 6             | 0             | 2                 | 0                 | 0                 | 0                 | 26       | 2      | 6           | 0          |
| A. Bodzek        | 27            | 1             | 9             | 1             | 2                 | 0                 | 0                 | 0                 | 29       | 1      | 9           | 1          |
| T. Duman         | 1             | 0             | 0             | 0             | -                 | -                 | -                 | -                 | 1        | 0      | 0           | 0          |
| A. Ferati        | 13            | 1             | 1             | 0             | 1                 | 0                 | 0                 | 0                 | 14       | 1      | 1           | 0          |
| O. Fink          | 23            | 1             | 6             | 0             | 1                 | 0                 | 0                 | 0                 | 24       | 1      | 6           | 0          |
| C. Gartner       | 16            | 2             | 2             | 0             | 1                 | 0                 | 0                 | 0                 | 17       | 2      | 2           | 0          |
| A. Hoffmann      | 6             | 1             | 1             | 1             | -                 | -                 | -                 | -                 | 6        | 1      | 1           | 1          |
| J. Kinjo         | 1             | 0             | 0             | 0             | 1                 | 0                 | 0                 | 0                 | 2        | 0      | 0           | 0          |
| M. Sobottka      | 28            | 3             | 6             | 1             | 2                 | 2                 | 0                 | 0                 | 30       | 5      | 6           | 1          |
| I. Bebou         | 32            | 5             | 5             | 0             | 2                 | 1                 | 1                 | 0                 | 34       | 6      | 6           | 0          |
| R. Hennings      | 30            | 9             | 3             | 0             | -                 | -                 | -                 | -                 | 30       | 9      | 3           | 0          |
| E. Iyoha         | 17            | 0             | 0             | 0             | -                 | -                 | -                 | -                 | 17       | 0      | 0           | 0          |
| J. Kiesewetter   | 18            | 2             | 2             | 0             | 2                 | 0                 | 0                 | 0                 | 20       | 2      | 2           | 0          |
| K. Majić         | -             | -             | -             | -             | -                 | -                 | -                 | -                 | -        | -      | -           | -          |
| M. Ritter        | 5             | 0             | 0             | 0             | 1                 | 0                 | 0                 | 0                 | 6        | 0      | 0           | 0          |
| D. Konan         | -             | -             | -             | -             | -                 | -                 | -                 | -                 | -        | -      | -           | -          |
| Ö. Yıldırım      | 15            | 1             | 2             | 0             | -                 | -                 | -                 | -                 | 15       | 1      | 2           | 0          |
| J. Koch          | 10            | 0             | 1             | 0             | -                 | -                 | -                 | -                 | 10       | 0      | 1           | 0          |
| M. Ngombo        | 6             | 0             | 0             | 0             | 1                 | 0                 | 0                 | 0                 | 7        | 0      | 0           | 0          |